# Porez
Porezi su jedan od prihoda države i u čitavom poreznom sustavu su najvažniji i najizdašniji javni prihod. Porezi su zapravo jedan oblik prisilnog davanja koji nameće država, koji nije namjenski usmjeren i koji nema izravnu protučinidbu.
Porezni sustavi su različiti od zemlje do zemlje, ali postoji nekolicina poreznih oblika koji imaju presudnu ulogu u svim modernim poreznim sustavima. To su :
- porez na dohodak pojedinca i obitelji
- porez na dobit poduzeća
- porez na plaće i iz plaća
- porez na imovinu
- porez na promet
- trošarine (akcize)
- doprinosi za socijalno i ostala osiguranja
- pristojba za plaćanje radio i televizijske pretplate
- porez na dodanu vrijednost (PDV)
- tarife
- prirezi grada ili neke općine

## Podjela poreza
- subjektni - npr. porez na dohodak pojedinca.
- objektni - npr. porez na neki dio imovine.

- neposredni (izravni) - porezi gdje se izravno oporezuje porezni obveznik i gdje je porezni obveznik i porezni destinatar jedna te ista osoba.
- posredni (neizravni) - porezi gdje su porezni obveznik i porezni destinatar različite osobe - prevaljivanje poreza.

- specifični - plaćaju se po jedinici proizvoda (npr. 1 kn trošarine za 1 kg kave).
- ad valorem - plaćaju se u postotku od iznosa porezne osnovice.

- proporcionalni - rast porezne stope i porezne osnovice je jednak.
- progresivni - porezne stope rastu brže od porezne osnovice.
- regresivni - porezne stope rastu sporije od porezne osnovice.

- paušalni - plaćaju se u unaprijed utvrđenom iznosu i njihova visina ne ovisi o ponašanju poreznog obveznika.

## Obilježja poreza
1. Porezi su derivativan, izveden javni prihod države.
2. Porezi su prisilan prihod države.
3. Porezi služe za podmirenje javnih rashoda.
4. Nema izravne protunaknade za naplaćeni porez.
5. Obveza plaćanja poreza se izvršava u pravilu u novcu.
6. Porezi su uglavnom nenamjenski (nedestinirani) javni prihod.
7. Porez se plaća prema teritorijalnom principu.

### Ekonomske karakteristike poreza
1. efikasni
2. pravedni
3. izdašni
4. razumljivi i jednostavni
5. stabilni

## Porezna načela
Još od Adama Smitha su se ekonomisti bavili istraživanjem funkcioniranja poreznog sustava. Pokušali su utvrditi na kojim načelima bi se porezni sustav trebao temeljiti. Adam Smith je bio prvi koji je istaknuo svoja poznata četiri (4) porezna kanona u djelu Bogatstvo naroda, 1776. :
1. Svaki građanin dužan je državi plaćati porez i to prema svojim ekonomskim mogućnostima.
2. Obveza plaćanja poreza treba biti regulirana zakonom. Porez ne smije biti proizvoljan nego unaprijed poznat poreznom obvezniku.
3. Porez se naplaćuje onda kada je to najpovoljnije za poreznog obveznika.
4. Troškovi ubiranja poreza moraju biti što niži, kako bi teret poreznih obveznika bio što podnošljiviji, a prihod državne blagajne što veći.

Više od 100 godina poslije Adolph Wagner je formulirao svoja porezna načela koja je svrstao u četiri (4) skupine :
1. financijsko - političko načelo
  - izdašnost poreza
  - elastičnost poreza
2. ekonomsko - političko načelo
  - izbor poreznog izvora
  - izbor poreznog oblika
3. socijalno - političko načelo
  - općenitost poreza
  - ravnomjernost poreza
4. porezno - tehničko načelo
  - određenost poreza
  - ugodnost plaćanja
  - jeftinoća ubiranja poreza

Više o poreznim načelima

## Opravdanost oporezivanja
Porezi umanjuju ekonomsku korist poreznog obveznika, a državi predstavlja prihod i stoga se opravdano pojavilo pitanje s kojim to pravom država uvodi poreze. Porezi umanjivaju platežnu moć poreznog obveznika, i također umanjuje osobnu potrošnju, privatne investicije i štednju. Sav novac koji je skupljen kroz porez, država koristi u svoje svrhe koja može bit pravdana ili neopravdana s obzirom na valjanosti investicije odnosno svrhe potrošnje.  Postoji mnogo teorija u kojima se opravdava valjanosti poreza, od kojih su navedene sljedeće:   
1. teorija sile
2. teorija cijene
  - teorija osiguranja
  - teorija uživanja
3. teorija žrtve
4. teorija reprodukcije poreza
5. organska teorija
6. socijalistička teorija

Više o opravdanosti poreza

## Prevaljivanje poreza i porezna incidenca
Da bi se uopće moglo govoriti o opravdanosti i učinkovitosti poreznog sustava, treba razmotriti problem porezne incidence, tj. krajnjeg snošenja tereta porezne obveze.
Problem se javlja jer se zakonska incidenca ne mora poklapati s ekonomskom incidencom. Drugim riječima, onaj tko je po zakonu dužan platiti porez ne mora uvijek biti krajnji snositelj poreznog tereta. Stoga su se javile tri (3) vrste prevaljivanja poreza      :
- prevaljivanje unaprijed - porezna obveza se prevaljuje na kupca kroz povećanje cijena.
- prevaljivanje unatrag - porezna obveza se prevaljuje na dobavljača kroz smanjivanje cijene dobavljaču.
- bočno prevaljivanje - povećanje poreza na jednom proizvodu se nastoji kompenzirati povećanjem cijene drugog proizvoda iz poslovnog programa poduzeća.

Danas su gotovo svi porezi prevaljivi. Kod proizvoda čija je potražnja manje elastična mogućnost prevaljivanja poreza će biti veća. Sam proces prevaljivanja teče kroz četiri (4) faze :
1. perkusija - utvrđuje se porezni obveznik, osnovica i porezna obveza
2. reperkusija - porezni obveznik je poznat i počinje se sa stvarnim procesom prevaljivanja poreza.
3. incidencija - stvarno prevaljivanje je završeno i utvrđuje se konačni platac poreza → zadnji u lancu plaća porez.
4. difuzija - učinci prevaljivanja u sferi ukupnog nacionalnog gospodarstva.

## Jednakost u oporezivanju
Pitanje jednakosti poreznih obveznika je vrlo važno. Adam Smith je opet prvi progovorio o tom problemu i predstavio dva (2) pristupa :
- načelo korisnosti

Porezi bi trebali odražavati preferencije za javnim dobrima, tj. biti njihova cijena. Tu se javlja problem otkrivanja preferencija za javnim dobrima.
- načelo porezne snage

U obzir se uzima sposobnost poreznog obveznika da pridonese financiranju javnih rashoda. Ovdje se javlja problem utvrđivanja te porezne snage.
1. vodoravna jednakost - svi porezni obveznici su jednaki pred zakonom i građani s istom poreznom snagom plaćaju isti porez.
2. okomita jednakost - oni koji raspolažu većom poreznom snagom trebaju više pridonositi u državni proračun.

## Mrtvi teret oporezivanja
Mrtvi teret oporezivanja predstavlja smanjenje ukupnog viška (proizvođačevog i potrošačevog) na tržištu nakon uvođenja poreza. Dakle, i proizvođači i potrošači se moraju odreći jednog dijela svog viška da bi država mogla uzeti za svoje potrebe. Problem je u tome što proizvođači i potrošači uvođenjem poreza gube više nego što država dobiva.
Više o mrtvom teretu oporezivanja

## Osnovni porezni pojmovi
- porezni obveznik - svaka fizička ili pravna osoba koja je temeljem zakona dužna platiti porez.
- porezni platac - svaka fizička ili pravna osoba koja u ime i za račun poreznog obveznika mora obračunati i uplatiti porez (ne moraju u određenom trenutku biti iste osobe).

Primjer : Pri isplati plaće poduzeće je porezni platac jer vrši naplatu poreza na dohodak.
- porezni destinatar - osoba koja po namjeri države mora snositi porezni teret bilo iz svog dohotka ili imovine.
- konačni platac poreza - osoba koja u stvarnosti plaća porez bez obzira da li je to namjera države ili je taj porez prevaljen.
- porezni jamac - fizička ili pravna osoba koja jamči da će porezni obveznik platiti poreznu obvezu.
- porezna sposobnost - ekonomska mogućnost da se udovolji obvezi plaćanja poreza.
- porezni izvor - sva dobra koja pripadaju poreznom obvezniku i iz kojih on mora platiti porez.
- porezna osnovica - temelj za obračun poreza. Nije jednaka kod svih poreznih oblika.
- porezna stopa - dio porezne osnovice za koji će se ona smanjiti kako bi porezni obveznik podmirio svoju obvezu.
- porezna tarifa - sustavni pregled poreznik stopa i objekata oporezivanja (uglavnom za neizravne poreze).
- razrez poreza - propisima utvrđen postupak kojeg provodi porezna uprava radi utvrđivanja visine porezne osnovice i da bi se primjenom odgovarajuće porezne stope utvrdi porezna obveza.
- porezni katastar - sustavno uređen pregled svih elemenata koji se uzimaju u obzir pri oporezivanju (kod izravnih poreza).
- otpis poreza - smanjivanje ili otpisivanje porezne osnovice zbog različitih elementarnih nepogoda kada porezni obveznik nije mogao utjecati na nepogodne situacije.
- odgoda plaćanja poreza (poček) - Ako trenutačno nema sredstava porezni obveznik u određenom razdoblju mora platiti obvezu ako mu porezna uprava odobri odgodu.
- porezne olakšice i porezna oslobođenja - kada se od oporezivanja izuzimaju pojedini porezni izvori ili kada se u skladu s poreznom politikom smanji porezna osnovica ili iznos razrezanog poreza.
- Evazija -  izbjegavanje plaćanja poreza, može biti legalna i nelegalna.

## Porez po državama u svijetu
U svijetu svaka država naplaćuje porez prema odredbama i zakonima koji u njima vrijede, i kao takvo porezne stope i vrste poreza različite su od države do države. Države prema poreznom teretu dijele se na sljedeće:
- niske
- srednje
- visoke

Uspoređivanje raznih država prema porezu je težak i subjektivan zadatak, jer mnoge zemlje u svijetu imaju zamršene porezne sustave i zakone gdje je porezni teret nejednako raspodijeljen na razne ekonomske skupine unutar države. 

## Vanjske poveznice
- Institut za javne financije
- Ministarstvo financija RH  Arhivirana inačica izvorne stranice od 1. prosinca 2011. (Wayback Machine)
- Porezna uprava RH  Arhivirana inačica izvorne stranice od 7. veljače 2010. (Wayback Machine)